# Rijnlandse waaier

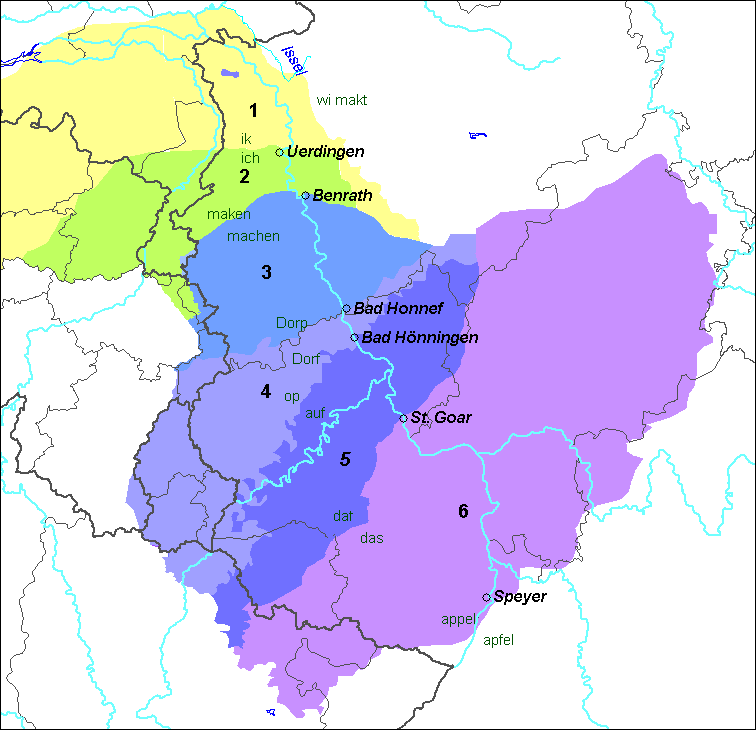
De Rijnlandse Waaier
De uitwaaiering is hier voorgesteld als verlopend van noordwest naar zuidoost, maar de historische ontplooiing was precies in omgekeerde richting:
1 Noord-Nederfrankisch, 2 Zuid-Nederfrankisch, 3 Ripuarisch, 4 en 5 Moezelfrankisch, 6 Rijnfrankisch

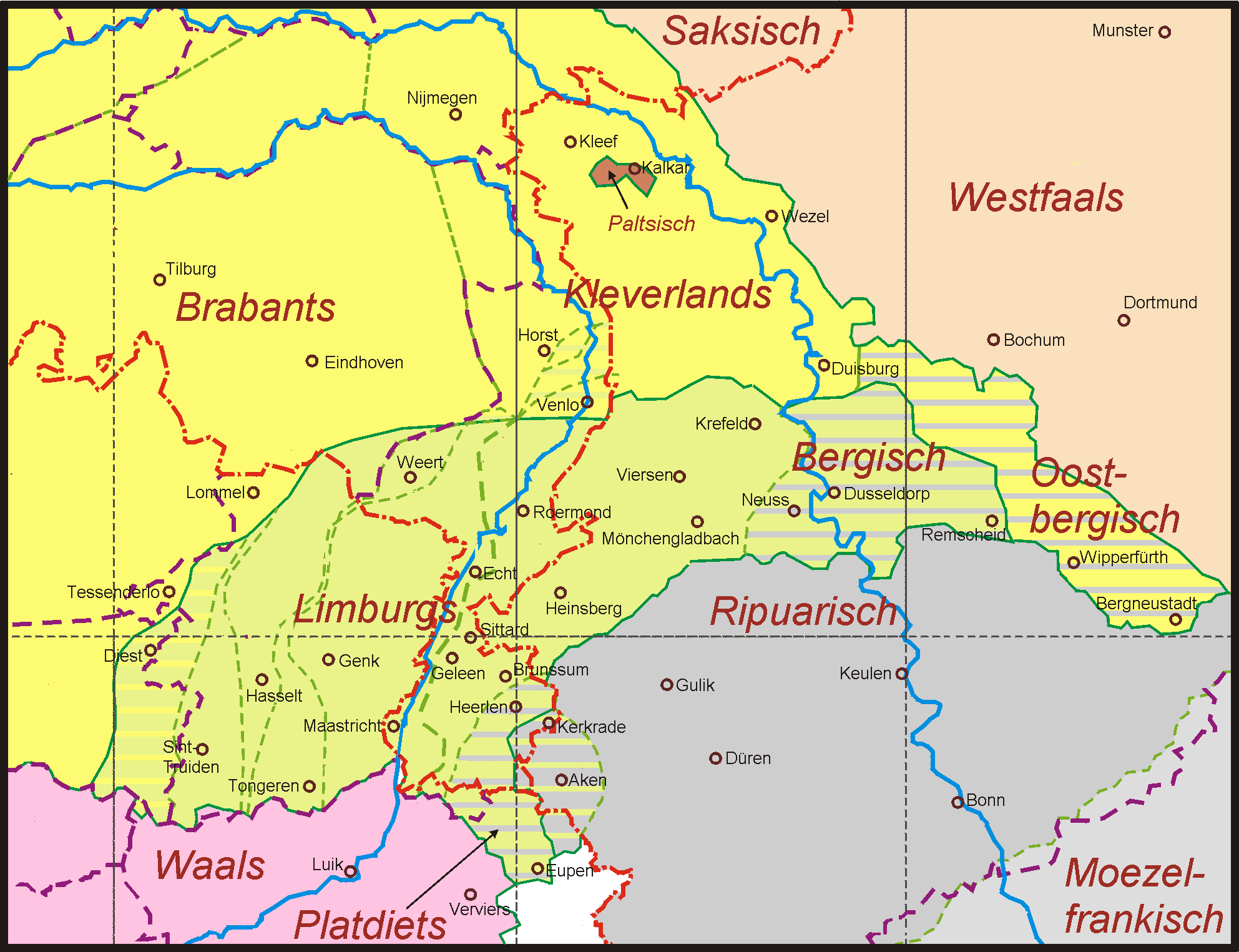
- HET LIMBURGS TAALLANDSCHAP -
Het Limburgs-Nederrijnse dialectcontinuüm

De Rijnlandse waaier is de benaming voor het taalkundige overgangsgebied, de "uitwaaiering" van een aantal isoglossen binnen de Frankische taalvariëteiten, die lopen van het Nederfrankisch via het Middelfrankisch (Ripuarisch en Moezelfrankisch) naar het Rijnfrankisch. Hij strekt van noord naar zuid van de Oude IJssel, Uerdingen, Düsseldorf-Benrath, Keulen, Bonn, Bad Honnef, Linz, Bad Hönningen, Koblenz en Sankt Goar naar Spiers. Binnen het gebied liggen onder andere de Eifel en de Hunsrück.
In deze regio werd de Hoogduitse klankverschuiving slechts ten dele doorgevoerd. De taalvariëteiten in de Rijnlandse waaier worden gerekend tot het Middelduits. Hoe noordelijker, hoe meer de taalvariëteiten op het Nedersaksisch respectievelijk het Nederfrankisch lijken.
| Isoglosse                                                                                     | noordelijk woord         | zuidelijk woord   |
| --------------------------------------------------------------------------------------------- | ------------------------ | ----------------- |
| 1. Noord-Nederfrankisch (Nederlands, Kleverlands, Oost-Bergisch)                              |                          |                   |
| Uerdinger Linie                                                                               | ik                       | ich               |
| 2. Zuid-Nederfrankisch (Limburgs)                                                             |                          |                   |
| Benrather linie grens tussen het Nederfrankisch/Nederduits en het Middelfrankisch/Middelduits | maken                    | machen            |
| 3. Ripuarisch (Kerkraads, Akens, Keuls, Bönnsch)                                              |                          |                   |
| Bad Honnefer linie (ongeveer grens Noordrijn-Westfalen en Rijnland-Palts) Eifel-Schranke      | Dorp                     | Dorf              |
| 4. noordelijke Moezelfrankisch (Luxemburgs)                                                   |                          |                   |
| Linzer linie                                                                                  | tëschen, tëscht ‘tussen’ | zwëschen, zwëscht |
| Bad Hönninger linie                                                                           | op                       | of                |
| 5. zuidelijke Moezelfrankisch (Koblenzer Platt)                                               |                          |                   |
| Bopparder linie                                                                               | Korf                     | Korb              |
| Sankt-Goarse linie Hunsrück-Schranke                                                          | dat                      | das               |
| 6. Rijnfrankisch (Paltsisch, Hessisch)                                                        |                          |                   |
| Spierse linie (Main-linie) grens Middel- en Opperduits                                        | Appel                    | Apfel             |
| Opperduits                                                                                    |                          |                   |